# Маневицька селищна рада
Мане́вицька се́лищна ра́да — орган місцевого самоврядування Маневицької селищної громади Камінь-Каширського району Волинської області.

## Склад ради
Рада складається з 26 депутатів та селищного голови.
- Маневицький селищний голова: Гаврилюк Олександр Оксентійович

### Керівний склад попередніх скликань
| Прізвище, ім'я, по батькові     | Основні відомості                                                                                          | Дата обрання | Дата звільнення |
| ------------------------------- | --- | ------------ | --------------- |
| Левко Ярослав Іванович          | Селищний голова, 1959 року народження, освіта вища, член Всеукраїнського об'єднання «Батьківщина»          | 26.03.2006   | 31.10.2010      |
| Гаврилюк Олександр Оксентійович | Селищний голова Маневицької селищної ради VII скликання, 1963 року народження, освіта вища, позапартійний  | 25.10.2015   |                 |
| Гаврилюк Олександр Оксентійович | Селищний голова Маневицької селищної ради VIII скликання, 1963 року народження, освіта вища, позапартійний | 25.10.2020   |                 |

Примітка: таблиця складена за даними сайту Верховної Ради України

### Депутати
За результатами місцевих виборів 2020 року депутатами ради стали:

#### За назвою місцевої організації політичної партії, від якої обрано депутата
| Назва місцевої організації політичної партії                                      | Кількість обраних депутатів | %    |
| --------------------------------------------------------------------------------- | --------------------------- | ---- |
| ВОЛИНСЬКА ОБЛАСНА ОРГАНІЗАЦІЯ ПОЛІТИЧНОЇ ПАРТІЇ «ЗА МАЙБУТНЄ»                     | 5                           | 19,2 |
| ВОЛИНСЬКА ОБЛАСНА ОРГАНІЗАЦІЯ ВСЕУКРАЇНСЬКОГО ОБ’ЄДНАННЯ «БАТЬКІВЩИНА»            | 4                           | 15.4 |
| ВОЛИНСЬКА ОБЛАСНА ОРГАНІЗАЦІЯ ПОЛІТИЧНОЇ ПАРТІЇ «ПАРТІЯ МІСЦЕВОГО САМОВРЯДУВАННЯ» | 4                           | 15.4 |
| ВОЛИНСЬКА ТЕРИТОРІАЛЬНА ОРГАНІЗАЦІЯ ПОЛІТИЧНОЇ ПАРТІЇ «ЄВРОПЕЙСЬКА СОЛІДАРНІСТЬ»  | 4                           | 15.4 |
| КАМІНЬ-КАШИРСЬКА РАЙОННА ОРГАНІЗАЦІЯ УКРАЇНСЬКОЇ НАРОДНОЇ ПАРТІЇ                  | 4                           | 15.4 |
| ВОЛИНСЬКА ОБЛАСНА ПАРТІЙНА ОРГАНІЗАЦІЯ АГРАРНОЇ ПАРТІЇ УКРАЇНИ                    | 3                           | 11,5 |
| ВОЛИНСЬКА ОБЛАСНА ОРГАНІЗАЦІЯ ПОЛІТИЧНОЇ ПАРТІЇ «СЛУГА НАРОДУ»                    | 2                           | 7,7  |